# Albert Stutzer
Albert Stutzer (* 4. März 1849 in Semmenstedt; † 3. September 1923 in Godesberg) war ein Forscher in der Agrikulturchemie und landwirtschaftlicher Bakteriologe.

## Leben
An der Universität Göttingen wurde Stutzer 1875 mit der Arbeit Die Rohfaser der Gramineen zum Dr. phil. promoviert. Später war er Vorsteher der landwirtschaftlichen Versuchsstation in Bonn und wurde zum Professor an der Universität Bonn ernannt. Danach lehrte er kurz an der Universität Breslau, um 1899 den Lehrstuhl für Agrikulturchemie an der Universität Königsberg zu erhalten, damit wurde er zudem Direktor des dortigen agrikultur-chemischen Instituts. Später wurde er zum Geheimen Regierungsrat ernannt. Nach seiner Emeritierung in Königsberg zog Stutzer wieder in die Nähe seiner ersten Wirkungsstätte Bonn, wo er auch starb.

## Veröffentlichungen
- Die Rohfaser der Gramineen, Ober-Sickte b. Braunschweig, 1875.
- Die Bestandtheile der wichtigsten Nahrungsmittel für Kranke und Kinder, Bonn, 1883.
- Der Chilisalpeter, seine Bedeutung und Anwendung als Düngemittel : eine preisgekrönte Schrift, Berlin : Parey, 1886.
- Stallmist und Kunstdünger, 4. vollst. neu bearb. Aufl. - Bonn: Selbstverl. d. Verf.; Im Buchhandel zu beziehen durch Max Cohen & Sohn (Fr. Cohen), 1889.
- Die Düngung der wichtigsten tropischem Culturpflanzen, Bonn: Friedrich Cohen, 1891.
- Ueber d. Dauer d. Lebensfähigkt u. die Methode d. Nachweises v. Cholerabakterien im Kanal-, Fluss- u. Trinkwasser, Bonn, 1893.
- Untersuchungen üb. d. Bakteriengehalt d. Rheinwassers oberh. u. unterh. d. Stadt Köln, Bonn, 1893.
- Die keimtötende Wirkung des Torfmulls, zusammen mit Carl Fraenkel, August Gärtner, Friedrich Loeffler, Prenzlau : Mieck, 1894.
- Die Kuhmilch, ihre Erzeugung und Verwertung : Ein praktisches Handbuch für Milchviehbesitzer, Meiereien und Schulen, 4.,verb. und auf die Erfordernisse der Neuzeit ergänzte Aufl. - Neudamm : Neumann, 1894.
- Die Milch als Kindernahrung und Vorschläge zu e. neuen, den Fordergn der Hygiene u. d. Volkswirtsch. besser entsprechenden Verkaufsweise der Milch, Bonn: E. Strauss, 1895.
- Die Arbeit der Bakterien im Stalldünger, Berlin: P. Parey, 1899 (2. Aufl. 1903, 3. Aufl. 1909).
- Zucker und Alkohol, Berlin: P. Parey, 1902.
- Praktische Anleitung zur Berechnung der Futterrationen f. d. Gebr. von Landwirten u. z. Unterr., Berlin: P. Parey, 1904 (2. Aufl. 1906, 3. Aufl. 1910, 4. Aufl. 1918).
- Der Wettbewerb der dänischen und der schwedischen Landwirte mit Deutschland. Reise-Erinnerungen, Stuttgart : Ulmer 1904.
- Die Düngung der Wiesen und Weiden, Berlin: P. Parey, 1904 (2. Aufl. 1916).
- Apparate und Transportwagen zur Verwertung und Beseitigung von Tierkadavern und Schlachthofkonfiskaten (Mitarbeit), Carl Fraenkel, Berlin: Deutsche Landwirtschafts-Gesellsch., 1908.
- Nahrungsmittel, 1912.
- Fünfjährige Düngungsversuche in Ostpreußen, Berlin: Deutsche Landw.-Gesellsch., 1914.
- Futtersilos und Silagefutter, Berlin: Parey, 1915 (2. Aufl. 1920).
- Dreijährige Versuche über die Wirkung von Chlormagnesium enthaltender Endlauge von Chlorkaliumfabriken auf die Ernteerträge, Berlin: Parey, 1915.
- Ist Magnesia ein wichtiger Düngstoff?, Berlin: Parey, 1917.
- Chlorkalzium, Berlin : Parey, 1919.
- Düngekalk, Berlin : Parey, 1920.
- Düngungsversuche mit Kalk und deren Mängel, Breslau: Korn, 1920
- Der Kalk, ein Nährstoff und ein Heilmittel, Berlin : Parey, 1921.

| Personendaten    | Personendaten                |
| ---------------- | ---------------------------- |
| NAME             | Stutzer, Albert              |
| KURZBESCHREIBUNG | deutscher Agrikulturchemiker |
| GEBURTSDATUM     | 4. März 1849                 |
| GEBURTSORT       | Semmenstedt                  |
| STERBEDATUM      | 3. September 1923            |
| STERBEORT        | Godesberg                    |